# Qualificazioni alla Coppa CEDEAO 1987
Sono elencate di seguito le date e i risultati per le qualificazioni alla Coppa CEDEAO 1987.

## Formula
5 membri CEDEAO: Liberia (come paese ospitante), Senegal (come detentore del titolo) e Burkina Faso sono qualificati direttamente alla fase finale. Rimangono 2 squadre per 1 posto disponibile per la fase finale: le qualificazioni si compongono di un turno unico.
- Playoff - 2 squadre, giocano partite di andata e ritorno. La vincente si qualifica alla fase finale.

## Playoff
| 22 novembre 1987 | Costa d'Avorio | 3 – 0 | Togo |  |

| 13 dicembre 1987 | Togo | 1 – 0 | Costa d'Avorio |  |

Costa d'Avorio qualificato alla fase finale.